# Spurdo Spärde
Spurdo Spärde – internetowy mem, powstały na bazie Pedobeara, będący jego fińską aranżacją. Pierwsze obrazki pojawiły się w 2009 roku na imageboardzie Kuvalauta.fi. Charakterystyką tych memów jest niska jakość ich wykonania oraz komiksowa forma przedstawiania historii. Teksty w nich zawarte, zazwyczaj w języku angielskim, zawierają ordynarne błędy gramatyczne oraz odznaczają się stereotypowym podejściem do poruszanej tematyki. Wspomniane błędy językowe oddają fonetyczną naturę języka fińskiego i są to błędy, które mógłby popełnić Fin, takie jak udźwięcznianie spółgłosek zwartych. Nieodłączną częścią tychże memów jest stosowanie prymitywnych emotikonów. Najpopularniejszy mem z serii ukazuje twarz Spurdo w centrum obrazka z podpisem Haha Benis. 
Niesystematycznie powstają także odcinki serialu Make & Viljami, którego bohaterami są bracia bliźniacy o wyglądzie Spurdo, którzy przeżywają różne perypetie.

## Postacie powiązane z serią
- Gondola – niewielkich rozmiarów postać, której głowa ustanowiona jest tuż nad nogami. Nie ma rąk ani torsu. Najczęściej jest w melancholijnym nastroju[4]. Często pojawia się także na kultowych obrazach malarskich[5].
- Spurdo Burger lub American Bear – karykaturalna postać amerykanina. Ma on długie blond włosy z tyłu głowy, okulary przeciwsłoneczne oraz jest otyły. Niemal zawsze jest on odziany w koszulkę w barwach Stanów Zjednoczonych. Najczęściej na memach towarzyszą mu hamburgery[6]. Pochodną Spurdo Burgera jest postać Ain't Free, komentująca w żartobliwym tonie sytuację polityczną lub historię danego państwa[7].
- Ebin lub Epin – ironiczny mem, którego nazwa pochodzi od zniekształcenia angielskiego wyrazu epic win (pol. wielkie zwycięstwo)[8].